# Allande
Allande ist eine Gemeinde (concejo in Asturien, entspricht dem municipio im übrigen Spanien) in der Autonomen Region Asturien.
Der Hauptort ist Pola de Allande (asturisch La Puela). Die höchste Erhebung ist der Picu Pachón mit 1.416 Metern.

## Wappen
Das asturische Siegeskreuz, umrandet von einem Band, das mit acht gestürzten Halbmonden unterlegt ist.
- Das Siegeskreuz ist das Wappen von Asturien.
- Der Halbmond steht für den Islam, die gestürzten Halbmonde als Symbol für den Sieg, sie erinnern an die Schlacht bei Salado am 30. Oktober 1340.
- Über allem thront die offene Königskrone.

## Klima
Angenehm milde Sommer mit ebenfalls milden, selten strengen Wintern. In den Hochlagen können die Winter durchaus streng werden.

## Politik
Die Sitze des Gemeinderates werden alle 4 Jahre gewählt und sind wie folgt unterteilt:
| Partei       | 1979 | 1983 | 1987 | 1991 | 1995 | 1999 | 2003 | 2007 | 2011 | 2015 |
| ------------ | ---- | ---- | ---- | ---- | ---- | ---- | ---- | ---- | ---- | ---- |
| PSOE         | 0    | 5    | 5    | 6    | 6    | 6    | 4    | 8    | 7    | 6    |
| CD / AP / PP | 0    | 6    | 6    | 5    | 5    | 5    | 5    | 2    | 1    | 1    |
| UCD/CDS      | 6    | 0    | 0    | 0    |      |      |      |      |      |      |
| CDI          | 7    |      |      |      |      |      |      |      |      |      |
| AIDA         |      |      |      |      |      |      | 2    |      |      |      |
| CITA         |      |      |      |      |      |      |      | 1    |      |      |
| FAC          |      |      |      |      |      |      |      |      | 3    | 1    |
| ALLI         |      |      |      |      |      |      |      |      |      | 1    |
| Total        | 13   | 11   | 11   | 11   | 11   | 11   | 11   | 11   | 11   | 9    |

## Wirtschaft
| TOTAL                                                                                                   | 682 | 100   |
| Ackerbau, Viehzucht und Fischerei                                                                       | 350 | 51,32 |
| Industrie                                                                                               | 15  | 2,2   |
| Bauwirtschaft                                                                                           | 46  | 6,74  |
| Dienstleistungsbetriebe                                                                                 | 271 | 39,74 |
| * Daten, Stand 2009. (PDF; 109 kB), SADEI Statistisches Amt für Wirtschaftliche Entwicklung in Asturien |     |       |

## Bevölkerungsentwicklung
Allande ist eine der am wenigsten stark besiedelten Gemeinden Asturiens. Ähnlich wie der Rest des ländlichen Asturiens verliert Allande kontinuierlich an Einwohnern. Im 20. Jahrhundert gab es zwei Phasen, in denen die Bevölkerung besonders stark zurückging: Von 1900 bis 1930 emigrierten viele Einwohner in die Neue Welt, speziell nach Kuba, Puerto Rico, Argentinien und in die Dominikanische Republik. Die zweite Abwanderungsperiode setzte 1960 ein und wurde durch die Deindustrialisierung ländlicher Regionen ausgelöst. In ihr verlor die Gemeinde ca. zwei Drittel ihrer Bevölkerung.
|                                                    |
| Quelle: INE – grafische Ausarbeitung für Wikipedia |

## Parroquias
| - Berducedo - Besullo - Bustantigo - Celón | - Lago - Linares - Lomes - Parajas | - Pola de Allande - San Emiliano - San Martín del Valledor - San Salvador del Valledor | - Santa Coloma - Villagrufe - Villar de Sapos - Villavaser | - Villaverde |

## Sehenswürdigkeiten
- Die Kirche des heiligen Andreas in Pola de Allande
- Der Palast der Cienfuegos (Grundherren in Spätmittelalter und früher Neuzeit, Grafen von Peñalba)
- viele weitere Kirchen und Bauten aus mehreren Jahrhunderten